# Hygrochroa lapitha
Hygrochroa lapitha är en fjärilsart som beskrevs av Druce 1900. Hygrochroa lapitha ingår i släktet Hygrochroa och familjen silkesspinnare. Inga underarter finns listade i Catalogue of Life.